# Arena Carioca 2
La Arena Carioca 2 es una arena en el Parque Olímpico de la Barra de Tijuca que albergó los eventos de judo y lucha en los Juegos Olímpicos de Río de Janeiro 2016 así como de bochas adaptadas en los Juegos Paralímpicos de Verano de 2016 a realizarse en la ciudad de Río de Janeiro.
Al término de los juegos las estructuras temporales de las gradas se desmontaron para dar paso a salas, vestuarios y tiendas de artículos deportivos, con el fin de conformar un centro para deportistas de alto rendimiento de bádminton, esgrima, judo, gimnasia, luchas y halterofilia.